# ハミダシモノ
『ハミダシモノ』は、日本の声優・シンガーソングライターである楠木ともりの1枚目のEPで、2020年8月19日にSACRA MUSICから発売された。
表題曲の『ハミダシモノ』は、テレビアニメ『魔王学院の不適合者 〜史上最強の魔王の始祖、転生して子孫たちの学校へ通う〜』のエンディングテーマに起用された。他3曲のカップリング曲は自身で作詞・作曲を行っている。うち『眺めの空』『ロマンロン』は、インディーズ時代に発表されたCDに収録されている楽曲であり、今回のCDには別アレンジにて収録されている。
令和2年アニソン大賞にて新人賞を受賞した。

## 音楽性

### ハミダシモノ
楽曲のタイトルについて、「それぞれのキャラクターのことを象徴している単語で、全体的に1コーラス目は作品に寄り添っています」とし、「詞と重ねるキャラクターによって、聴こえ方が変わるように意識しました」と述べている。また、マイノリティを感じている人に対し、個性であり強みであるとして肯定してあげたい気持ちが込められているという。

### 眺めの空
インディーズ時代に初めて作詞・作曲をした楽曲である。まだ自分の意見を曲にするのが恥ずかしかったため、アイスに映えるような妄想のストーリーを曲にしたと振り返っている。

### ロマンロン
この楽曲について楠木は、「夢を追いかける人の気持ちを肯定したくて作った曲」とコメントした上で、「私の友達に芸能界を目指している人がいて、相談を受けているうちにその姿がカッコ良く思えて、それをすごく意識して書きました」と述べている。

### 僕の見る世界、君の見る世界
憧れの存在みたいになりたいと思って、つい自分を捨ててしまうことをやめたいと思って作った楽曲だという。自身が作詞・作曲をする今までの楽曲は歌詞・メロディ・コードの順に曲を作っていたが、この楽曲は先にコードのデモを作ってもらい、それに鼻歌でメロディをつけるという異なる形で行っている。

## プロモーション
先着購入者特典として、特定の販売店で購入した場合は先着で各チェーン店ごとに、アナザージャケットや、メガジャケが配布された。
タワーレコードでは、『楠木ともり×TOWERAnime』と題してコラボキャンペーンが実施され、スペシャルコラボポスターを掲展示されるほか、期間限定で特別レシート発行や予約特典としてコラボ絵柄のポストカードが配布された。また、特別イベントとして2020年8月22日に『楠木ともり×TOWER Anime スペシャル配信イベント「ハミダシモノの声よ響け!〜Online Acoustic Live〜」』が開催された。
アニメイトとゲーマーズでは、『ハミダシモノ』と、『魔王学院の不適合者 〜史上最強の魔王の始祖、転生して子孫たちの学校へ通う〜』のオープニングテーマである、CIVILIANの「正解不正解」を同時購入すると、両面A4クリアファイル配布される。

## 収録曲
| 全作詞: 楠木ともり、全編曲: 重永亮介。 |                                              |            |                      |      |
| #                                      | タイトル                                     | 作詞       | 作曲                 | 時間 |
| 1.                                     | 「ハミダシモノ」                             | 楠木ともり | 重永亮介             | 3:55 |
| 2.                                     | 「眺めの空」                                 | 楠木ともり | 楠木ともり           | 4:50 |
| 3.                                     | 「ロマンロン」                               | 楠木ともり | 楠木ともり           | 3:05 |
| 4.                                     | 「僕の見る世界、君の見る世界」               | 楠木ともり | 楠木ともり・重永亮介 | 3:44 |
| 5.                                     | 「ハミダシモノ」(Instrumental)               | 楠木ともり |                      | 3:55 |
| 6.                                     | 「眺めの空」(Instrumental)                   | 楠木ともり |                      | 4:50 |
| 7.                                     | 「ロマンロン」(Instrumental)                 | 楠木ともり |                      | 3:05 |
| 8.                                     | 「僕の見る世界、君の見る世界」(Instrumental) | 楠木ともり |                      | 3:44 |
| 合計時間:                              | 合計時間:                                    | 合計時間:  | 31:08                |      |

| #  | タイトル                                    | 作詞 | 作曲・編曲 |
| -- | ------------------------------------------- | ---- | ---------- |
| 1. | 「ハミダシモノ」(Music Video)               |      |            |
| 2. | 「眺めの空」(Lyric Video)                   |      |            |
| 3. | 「ロマンロン」(Lyric Video)                 |      |            |
| 4. | 「僕の見る世界、君の見る世界」(Lyric Video) |      |            |

| #  | タイトル | 作詞 | 作曲・編曲 |
| -- | --- | ---- | ---------- |
| 1. | 「TVアニメ「魔王学院の不適合者 〜史上最強の魔王の始祖、転生して子孫たちの学校へ通う〜」ノンクレジットエンディングムービー」 |      |            |

## 参加ミュージシャン
| ハミダシモノ - Piano：重永亮介 - Guitar：設楽博臣 - Bass：okamu. - Drums：関口孝夫 眺めの空 - Piano：重永亮介 - Guitar：芳賀義彦 - Bass：okamu. - Drums：関口孝夫 | ロマンロン Co-Sound Producer：多田三洋 - Piano：重永亮介 - Guitar：芳賀義彦 - Bass：okamu. - Drums：関口孝夫 僕の見る世界、君の見る世界 - Piano：重永亮介 - Guitar：芳賀義彦 - Bass：okamu. - Drums：関口孝夫 |

## タイアップ
| # | 曲名             | タイアップ                                                                                                  | 出典  |
| - | ---------------- | --- | ----- |
| 1 | 「ハミダシモノ」 | テレビアニメ『魔王学院の不適合者 〜史上最強の魔王の始祖、転生して子孫たちの学校へ通う〜』エンディングテーマ | [ 3 ] |

## リリース日一覧
| 地域 | リリース日    | レーベル    | 規格                   | 規格品番    | 形態                                                            |
| ---- | ------------- | ----------- | ---------------------- | ----------- | --------------------------------------------------------------- |
| 日本 | 2020年8月19日 | SACRA MUSIC | CD+Blu-ray             | VVCL-1660/1 | 初回限定盤A 三方背ケース仕様。                                  |
| 日本 | 2020年8月19日 | SACRA MUSIC | CD                     | VVCL-1662/3 | 初回限定盤B 三方背ケース仕様、別冊フォトブック付。              |
| 日本 | 2020年8月19日 | SACRA MUSIC | CD                     | VVCL-1664   | 通常盤                                                          |
| 日本 | 2020年8月19日 | SACRA MUSIC | CD+DVD                 | VVCL-1665/6 | 期間生産限定盤 アニメ描き下ろしイラストジャケット仕様。         |
| 日本 | 2020年8月19日 | SACRA MUSIC | デジタル・ダウンロード |             | 表題曲である「ハミダシモノ」のみ2020年7月12日に先行配信された。 |

## チャート
| チャート                                | 最高 順位 | 出典   |
| --------------------------------------- | --------- | ------ |
| 日本・オリコン 週間CDアルバムランキング | 6         | [ 1 ]  |
| Billboard Japan Hot Albums              | 9         | [ 2 ]  |
| Billboard Japan Top Albums Sales        | 6         | [ 20 ] |